# Fresh From Florida 250
Das Fresh From Florida 250 ist ein Autorennen der NASCAR Camping World Truck Series, das auf dem Daytona International Speedway in Daytona Beach, Florida ausgetragen wird. Es fand erstmals im Jahre 2000 statt und war seitdem immer das erste Rennen der Saison. 
Das erste in Daytona ausgetragene Rennen der Craftsman Truck Series im Jahre 2000 war von einem schweren Unfall überschattet. Ungefähr zur Hälfte des Rennens berührten sich die Trucks von Kurt Busch und Rob Morgan. Morgan verlor die Kontrolle über seinen Truck und drückte den Truck von Geoff Bodine in die Außenmauer. Es entstand ein großes Feuer, bei dem niemand ums Leben kam. Der bei dem Unfall verletzte Geoff  Bodine konnte im Mai wieder ein Rennen fahren.
Die Craftsman Truck Series fährt in Daytona im Gegensatz zum Sprint Cup und zur Nationwide Series nicht mit Luftmengenbegrenzern, wodurch höhere Geschwindigkeiten erreicht werden können.
In den Jahren 2003 und 2007 kam es zu sehr engen Zieleinläufen mit jeweils drei Trucks nebeneinander. In den Jahren 2001, 2003 und 2006 kam es zu einem „Green-White-Checkered-Finish“.

## Bisherige Pole-Positions und Rennsieger
| Saison | Rennen                       | Pole-Position               | Sieger                   | Siegprämie ($) | Distanz (Meilen) | Ø-Geschwindigkeit (mph) |
| ------ | ---------------------------- | --------------------------- | ------------------------ | -------------- | ---------------- | ----------------------- |
| 2000   | Daytona 250                  | Joe Ruttman (Dodge)         | Mike Wallace (Ford)      | 80.099         | 250              | 130,152                 |
| 2001   | Florida Dodge Dealers 250    | Joe Ruttman (Dodge)         | Joe Ruttman (Dodge)      | 84.310         | 260              | 129,407                 |
| 2002   | Florida Dodge Dealers 250    | Ted Musgrave (Dodge)        | Robert Pressley (Dodge)  | 81.635         | 250              | 140,121                 |
| 2003   | Florida Dodge Dealers 250    | Jason Leffler (Dodge)       | Rick Crawford (Ford)     | 84.585         | 265              | 127,642                 |
| 2004   | Florida Dodge Dealers 250    | Terry Cook (Ford)           | Carl Edwards (Ford)      | 86.760         | 250              | 112,570                 |
| 2005   | Florida Dodge Dealers 250    | Kerry Earnhardt (Chevrolet) | Bobby Hamilton (Dodge)   | 86.850         | 250              | 124,931                 |
| 2006   | GM Flex Fuel 250             | Mark Martin (Ford)          | Mark Martin (Ford)       | 88.850         | 255              | 146,622                 |
| 2007   | Chevy Silverado HD 250       | Jack Sprague (Toyota)       | Jack Sprague (Toyota)    | 93.375         | 250              | 117,739                 |
| 2008   | Chevy Silverado HD 250       | Erik Darnell (Ford)         | Todd Bodine (Toyota)     | 96.850         | 250              | 127,551                 |
| 2009   | NextEra Energy Resources 250 | Todd Bodine (Toyota)        | Todd Bodine (Toyota)     | 93.750         | 250              | 122,766                 |
| 2010   | NextEra Energy Resources 250 | Timothy Peters (Toyota)     | Jason White (Ford)       | 85.425         | 250              | 115,296                 |
| 2011   | NextEra Energy Resources 250 | Austin Dillon (Chevrolet)   | Michael Waltrip (Toyota) | 73.275         | 257.5            | 130,025                 |
| 2012   | NextEra Energy Resources 250 | Miguel Paludo (Chevrolet)   | John King (Toyota)       | 76.525         | 272,5            | 119,169                 |
| 2013   | NextEra Energy Resources 250 | unbekannt                   | unbekannt                |                |                  |                         |

Anmerkungen
1. 1 2 3 4 5  Das Rennen wurde mittels des Green-White-Checkered-Finish beendet